# Dronning Ingrid (Schiff, 1951)
Die Dronning Ingrid war eine Fähre der Danske Statsbaner, die 1951 in Dienst gestellt wurde. Das 1979 in Sjælland umbenannte Schiff blieb bis 1983 in Fahrt und diente anschließend als schwimmendes Museum und Restaurant, zuletzt seit 2005 unter dem Namen Princess Selandia. 2016 wurde die 65 Jahre alte Fähre in Frederikshavn verschrottet.

## Geschichte
Die Dronning Ingrid (dt. Königin Ingrid) wurde am 27. Dezember 1948 in der Helsingør Skibsværft in Helsingør bestellt und am 24. November 1950 unter der Baunummer 302 vom Stapel gelassen. Nach der Übernahme durch die Danske Statsbaner am 17. April 1951 nahm das Schiff den Fährdienst zwischen seinem Heimathafen Korsør und Nyborg auf.
In den folgenden Dienstjahren wechselte die Dronning Ingrid mehrfach die Einsatzstrecke. Ab 1963 war sie regelmäßig zwischen Rødby und Puttgarden in Fahrt.

### Sjælland
1979 erhielt das Schiff den Namen Sjælland. Nachdem es 1982 mehrere Monate lang in Halskov Sogn aufgelegen hatte, wurde es ab Januar 1983 unter anderem als Frachtfähre auf der Strecke von Gedser nach Warnemünde eingesetzt. Im März 1983 schied die Sjælland endgültig aus dem Dienst der Danske Statsbaner aus.
Nach über einem Jahr Liegezeit in Halskov Sogn wurde das Schiff im November 1984 als schwimmendes Sendestudio an Danmarks Radio verchartert. Die erste Sendung von Bord wurde am 14. März 1985 ausgestrahlt. Nachdem die Charter im Januar 1986 ausgelaufen war, lag die Fähre erneut auf, diesmal im Hafen von Helsingør, wo sie 35 Jahre zuvor erbaut worden war.
Noch im selben Jahr wurde die Sjælland bis 1988 zu einem schwimmenden Museum und Restaurant umgebaut. Im Mai 1988 wurde sie nach Kopenhagen geschleppt. Im August 1995 ging es unter gleichem Namen an den Fährbetreiber Scandlines.

### Selandia
Im April 2002 wurde das Schiff an Eagle Chartering Ltd. Gibraltar & Per Lind mit Sitz in Gibraltar. Dort erhielt das Schiff den Namen Selandia. Sie wurde im Mai 2002 nach Tilbury überführt, wo sie bis 2004 ebenfalls als Museum und Restaurant vor Anker lag.

### Princess Selandia

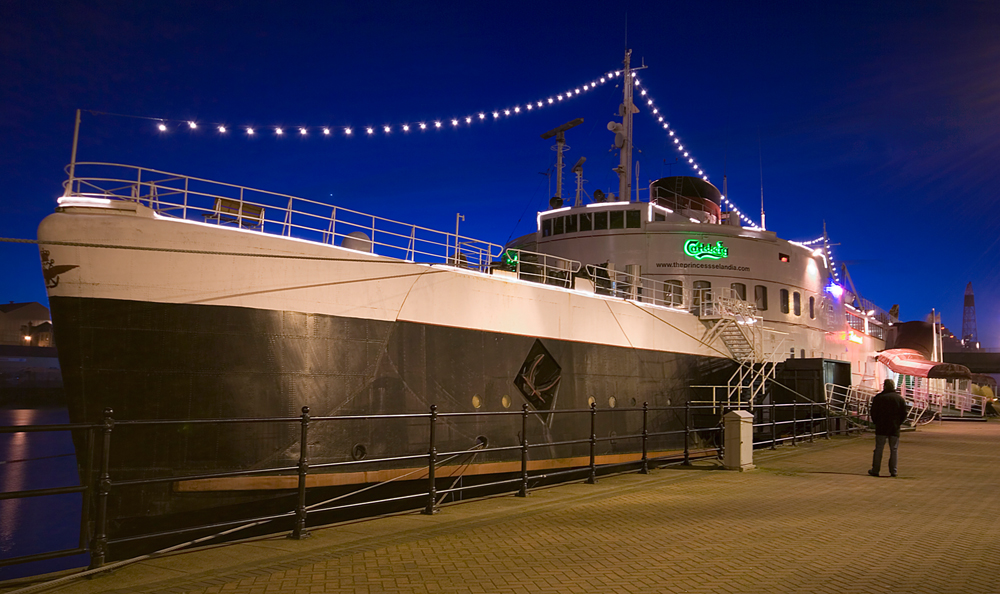
Die Princess Selandia in Barrow-in-Furness, Februar 2007

Nach zwei weiteren Jahren im Betrieb ging das Schiff im Juni 2004 in den Besitz eines Privatmannes in Barrow-in-Furness über, wo es ein Jahr ungenutzt auflag. 2005 wurde die Fähre nach Umbauarbeiten in Princess Selandia umbenannt und als Restaurant sowie Discothek genutzt. Nachdem sie im Juni 2012 abermals den Besitzer wechselte, ging sie am 14. Juli 2015 an eine Abbruchwerft in Frederikshavn, wo sie am 22. Juli eintraf. Dort wurde die 65 Jahre alte Fähre ab 2016 verschrottet, nachdem Pläne zu ihrem weiteren Erhalt gescheitert waren.